# Désiré Delansorne
Pour les articles homonymes, voir Guillain.
Désiré François Joseph Guillain Delansorne, né le 16 février 1862 à Anzin-Saint-Aubin et mort le 17 novembre 1937 à Arras, est un coureur cycliste, garagiste,  vendeur de cycles et homme politique français, maire d'Arras de 1929 à 1937.

## Biographie
Né le 16 février 1862 à Anzin-Saint-Aubin, Désiré Delansorne est le fils aîné de François Guillain Delansorne, instituteur né à Sombrin le 25 mars 1838, et de Zulma Reine Louise Vermesse, née en 1833.
Engagé dans le cyclisme, Désiré participe à ses premières courses en 1888 sur un grand-bi. En 1894, il remporte la course Lille-Boulogne devant Maurice Garin.
Devenu ensuite marchand de cycles et d’automobiles au début de XXe siècle, il organise en 1903 le premier circuit automobile d'Arras. Durant la Première Guerre mondiale, il assure à travers l'Artois l'évacuation des blessés et le service postal à bord d'une automobile « dont la capote [est] criblée de balles ».
Il a été marié successivement à Marie-Octavie Pecque (1865-1904), Maria-Florentine Pecque (1870-1931), avec laquelle il a eu une fille, Octavie-Marie-Guislaine, le 11 septembre 1908, et Julia-Maria Brisse. En 1914, sa deuxième épouse prend la direction d'un cours supérieur, préparant au brevet élémentaire et au brevet supérieur, organisé dans l'actuel collège Marie Curie d'Arras. Il préparait au brevet élémentaire et au brevet supérieur. Un internat, dont elle est propriétaire, lui est annexé.
Engagé en politique en 1912, il est élu conseiller municipal lors des élections de décembre 1919 sur une liste d'union nationale, comprenant douze conseillers sortants, « notables modérés pour la plupart » et quinze hommes nouveaux, dont quatre syndicalistes ou socialistes. Le nouveau maire, Victor Leroy, un commerçant droguiste le choisit comme maire adjoint avec l'avocat Gustave Lemelle.
À la suite de la mort de Leroy, le 28 novembre 1922, Gustave Lemelle, républicain de gauche, devient maire, avec Désiré Delansorne et Léon Deneuville pour adjoints. Aux élections de mai 1925, la majorité sortante l'emporte au terme d'une compétition serrée face une liste d'Union sociale républicaine.
Lors des élections de mai 1929, la municipalité sortante se divise : Gustave Lemelle, successeur de Victor Leroy en 1922, se présente avec treize conseillers sortants sur une liste républicaine de défense des intérêts d'Arras, tandis que Désiré Delansorne conduit une liste non politique des intérêts d'Arras — liste républicaine et radicale se réclamant de Léon Gambetta, Jules Ferry et Pierre Waldeck-Rousseau. De leur côté, la Ligue de la jeune République présente trois candidats et le Parti communiste cinq. Au premier tour, les sortants et la gauche sont à peu près à égalité, Delansorne étant en position d'arbitre avec 1 959 voix. Au second tour, avec plusieurs de ses amis, il rejoint la gauche et remporte les élections. Élu maire d’Arras, il occupe ces fonctions jusqu'à sa mort, le 17 novembre 1937. L'un des principaux artisans de la « reconstitution » d’Arras après la guerre, il est décoré de la Légion d'honneur lors de l’inauguration de l’hôtel de ville en 1932.
Son nom est donné à la rue Saint-Géry, à Arras.

### Iconographie
- Augustin Lesieux, Désiré Delansorne, buste, localisation inconnue.[réf. nécessaire]